# Suez Rajan
El barco petrolero Suez Rajan ha estado involucrado en dos incautaciones geopolíticamente importantes, por parte de Estados Unidos e Irán. En abril de 2023, las autoridades estadounidenses confiscaron el petrolero Suez Rajan, con bandera de las Islas Marshall y gestionado por Grecia, por violar las sanciones estadounidenses contra el petróleo iraní, que cayó bajo la jurisdicción estadounidense debido al uso de servicios financieros estadounidenses. Luego, Estados Unidos confiscó y vendió el petróleo iraní transportado.
En enero de 2024, mientras el barco (desde entonces rebautizado como St Nikolas) transportaba petróleo de Irak a Turquía a través del Golfo de Omán, soldados iraníes abordaron y confiscaron el barco de acuerdo con una orden judicial iraní.

## Incautación estadounidense
El Suez Rajan, con bandera de las Islas Marshall y que transportaba petróleo crudo de calidad iraní, fue incautado en abril de 2023 por el Departamento de Justicia de Estados Unidos. El Suez Rajan transportaba unos 800.000 barriles de petróleo, un cargamento valorado en unos 56 millones de dólares. La justificación estadounidense para la incautación fue la violación de las sanciones estadounidenses a las exportaciones de petróleo de Irán, y Estados Unidos dijo que el plan de Suez Rajan "intentó disfrazar el origen del petróleo mediante transferencias de barco a barco". Suez Rajan Ltd., el propietario del barco, se declaró culpable y recibió una multa de 2,5 millones de dólares. Estados Unidos reivindicó la propiedad del petróleo confiscado.  Como el pago original a Irán por el petróleo iraní se realizó mediante transferencias bancarias en dólares estadounidenses, sin una licencia emitida por la Oficina de Control de Activos Extranjeros del Departamento del Tesoro de Estados Unidos, Estados Unidos podría reclamar jurisdicción bajo la ley estadounidense.
El intento específico de ocultar el origen del petróleo iraní implicó primero tomar una pequeña cantidad de petróleo del petrolero CS Brillance. Y luego, unos días más tarde, recogieron una gran cantidad de petróleo del petrolero Virgo, pero falsificaron los registros para decir que todo el petróleo a bordo procedía del CS Brillance. Mientras se desarrollaba el juicio en Estados Unidos, el Suez Rajan estuvo anclado cerca de Singapur durante casi un año. La operación de carga desde CS Brillance tuvo lugar en el puerto de Tanjung Pelepas en Malasia el 4 de febrero de 2022, mientras que la operación de carga desde Virgo tuvo lugar en el fondeadero EOPL frente a Singapur el 5 o 6 de febrero de 2022 o alrededor de esa fecha. que el puerto de descarga final del petróleo crudo era "CHINA FOR ORDER".  Después de la conclusión exitosa de la acción de decomiso civil en el Tribunal de Distrito de los Estados Unidos para el Distrito de Columbia, se ordenó a Suez Rajan navegar hacia Houston.
El 29 de mayo de 2023, el Suez Rajan llegó a la costa de Galveston y permaneció anclado a unas 70 millas (110 km) del puerto de Texas. El buque tenía un administrador con base en Grecia. Las compañías estadounidenses que gestionaban la descarga de los petroleros estaban demasiado preocupadas por las represalias iraníes como para manejar el petróleo capturado en Suez Rajan.    Las compañías navieras temen que cualquier buque que lo descargue lleve a otros compradores de petróleo a evitar sus barcos en futuros viajes.

### Secuelas
Alireza Tangsiri, comandante de la marina de la Guardia, enfatizó que Teherán responsabilizaría a Washington por permitir la descarga del contenido del petrolero.  Dijo que Irán tomaría represalias contra cualquier compañía petrolera que descargara petróleo iraní de un petrolero incautado.
El 29 de abril de 2023, la Armada de Irán se apoderó de un petrolero Suezmax con bandera de las Islas Marshall, el Advantage Sweet, cargado con petróleo de Kuwait y con destino a Houston, frente a Mascate. Al parecer, los administradores del buque eran turcos y el propietario era chino. Esta incautación fue en respuesta a la incautación de Estados Unidos del cargamento de origen iraní en el Suez Rajan frente al sureste de Malasia a principios de mes, que en ese momento navegaba hacia Estados Unidos.

## Incautación iraní
El 11 de enero de 2024, entre cuatro y cinco miembros de la Armada iraní abordaron y tomaron el control del petrolero civil Suez Rajan, operado por Grecia y con bandera de las Islas Marshall (desde entonces rebautizado como St Nikolas). 
El rumbo del petrolero fue alterado hacia la costa de Irán después de la captura. . Se informó que en ese momento el petrolero transportaba 145.000 toneladas cortas (132.000 t) de petróleo crudo desde Irak a Turquía. St Nikolas tenía una tripulación de 18 filipinos y un ciudadano griego.
Un tribunal iraní había ordenado la incautación del barco para recuperar las pérdidas sufridas por Irán cuando Estados Unidos confiscó el petróleo iraní en 2023. Irán ha descrito el barco como un "petrolero estadounidense". 